# Andrzej Kraszewski
Pour les articles homonymes, voir Kraszewski.
Andrzej Kazimierz Kraszewski, né le 27 juin 1948 à Gdynia, est un scientifique et un homme politique polonais proche de la Plate-forme civique (PO). Il est ministre de l'Environnement entre février 2010 à novembre 2011.

## Biographie

### Parcours politique
Il a servi comme conseiller ministériel au ministère de l'Environnement, puis comme expert à la commission parlementaire de l'Environnement, des Ressources naturelles et des Forêts.
Le 2 février 2010, Andrzej Kraszewski est nommé ministre de l'Environnement dans le premier gouvernement de coalition du libéral Donald Tusk. Il est promu secrétaire d'État le 28 novembre 2008.
Il devient conseiller du ministre de l'Environnement Maciej Grabowski en 2014.